# Рух за свободу Ачеха
Рух за свободу Ачеха (індонез. Gerakan Aceh Merdeka, GAM; ачес. Geurakan Acèh Meurdèka / Gěrakan Aceh Měrdeka) була сепаратистською групою, яка прагнула незалежності регіону Ачех на Суматрі, Індонезія. GAM воював проти індонезійських урядових сил під час повстання в Ачеху з 1976 по 2005 рік, під час якого, як вважають, загинуло понад 15 000 людей.
Організація відмовилася від своїх сепаратистських намірів і розпустила своє збройне крило після мирної угоди з урядом Індонезії в 2005 році, а згодом змінила назву на Перехідний комітет Ачеха (індонез. Komite Peralihan Aceh, KPA). Уряд Індонезії назвав групу Рухом за порушення безпеки Ачеха.

## Передумова

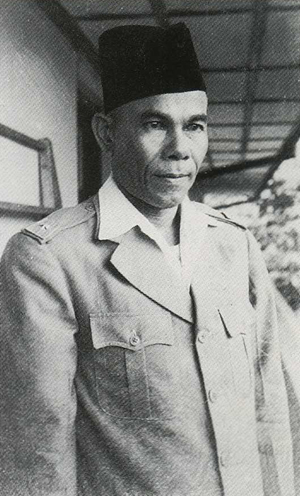
Теуку Дауд Беруех

Конфлікт в Ачеху спричинений кількома основними факторами, включаючи історичне жорстоке поводження, розбіжності щодо ісламського права, невдоволення розподілом багатства природних ресурсів Ачеха та збільшення кількості яванців у Ачеху.
В епоху голландської колонізації в 1800-х роках Ачех був центром опору голландському колоніальному правлінню. Вони були одними з останніх індонезійських народів, які підкорилися колоніальному правлінню, і лише після жорстокої 30-річної кампанії, війни в Ачеху 1873–1903 років. Коли Нідерланди передали суверенітет своєї колоніальної території, управління Ачехом було передано Індонезії, і GAM стверджує, що це було зроблено без консультацій з владою Ачену. Дауд Беруе підняв збройне повстання, яке закінчилося тим, що президент Сукарно надав Ачеху особливий статус. Проте президент Сукарно не дозволив Ачеху запроваджувати закони шаріату під час свого правління (1945-1967) через його тверде переконання про відокремлення церкви від держави.
Мотивований відкриттям великих запасів газу в Лхоксеумаве, колишній «міністр закордонних справ Дарул Іслам», Хасан ді Тіро заснував Рух за вільний Ачех (Gerakan Aceh Merdeka) у грудні 1976 року. Маленький рух здійснив свій перший напад на інженерів Mobil у 1977 році, убивши при цьому одного американського інженера. Через цей інцидент GAM потрапив під увагу центрального уряду, який надіслав невеликі підрозділи протиповстанських військ, які успішно придушили рух. Ді Тіро ледь не вбили, і він був змушений тікати до Малайзії, а всі члени його кабінету були або вбиті, або змушені були втекти за кордон до 1979 року.

## Партизанська війна
| Втілення GAM | Роки експлуатації | Активні члени | Втрати       |
| ------------ | ----------------- | ------------- | ------------ |
| GAM І        | 1976–79           | 25–200        | >100         |
| GAM II       | 1989–91           | 200–750       | 2 000–10 000 |
| GAM III      | 1999–2002 роки    | 15 000–27 000 | 4,364        |

З моменту свого заснування GAM пройшов три етапи або три злети та падіння. Перший був від його народження в 1976 році до 1979 року, коли він був майже знищений. Другий підйом і падіння відбулися в 1989 році на початку 90-х років, коли він отримав фінансування та навчання з іноземних країн. Третє піднесення стало результатом нарешті отримання широкої підтримки в Ачеху в результаті пожертвувань і здирництва, а також великої групи потенційних солдатів, які втратили родичів під час попередніх двох повстаннь.

### GAM І
Спочатку партизанська війна ГАМ була досить невдалою. До 1977 року центральний уряд, здавалося, повністю нейтралізував групу. Перші зусилля GAM були спрямовані головним чином на місцевий газовий завод ExxonMobil. Ді Тіро мав зв’язки з нафтовою промисловістю і навіть брав участь у тендері на контракт на будівництво газопроводу, який був побитий газовим гігантом Bechtel. Причиною цієї невдачі була відсутність народної підтримки як з боку Ачеха, так і з міжнародних джерел. Президент Сухарто користувався прихильністю таких країн, як Америка, через його антикомуністичну політику в період холодної війни.

### GAM II
Група відновила свою діяльність у 1989 році, мабуть, за фінансової підтримки Лівії та Ірану, виставивши близько 1000 солдатів. Це навчання з-за кордону означало, що солдати GAM були набагато організованішими та краще навченими, ніж попередні повстанці. Щоб протистояти цій новій загрозі, Ачех був оголошений «зоною спеціальних військових операцій» (Daerah Operasi Militer) або DOM у 1989 році. Були направлені спеціальні війська для боротьби з повстанцями, і Ачех був заблокований. Села, які підозрювалися у переховуванні бойовиків GAM, були спалені, а члени сімей підозрюваних бойовиків викрадені та піддані тортурам. Amnesty International назвала військову відповідь «шоковою терапією», і вважається, що під час DOM відбулося 7000 порушень прав людини. Сили GAM також підозрювали в порушеннях прав людини. Позасудові страти підозрюваних військових інформаторів і напади на цивільну інфраструктуру, наприклад школи, приписують операціям GAM.
У 1996 році уряд Індонезії оголосив про завершення GAM, оскільки операції по боротьбі з повстанцями фактично знищили GAM як партизанську силу. Уцілілі члени GAM були змушені переховуватися в Малайзії.

### GAM III

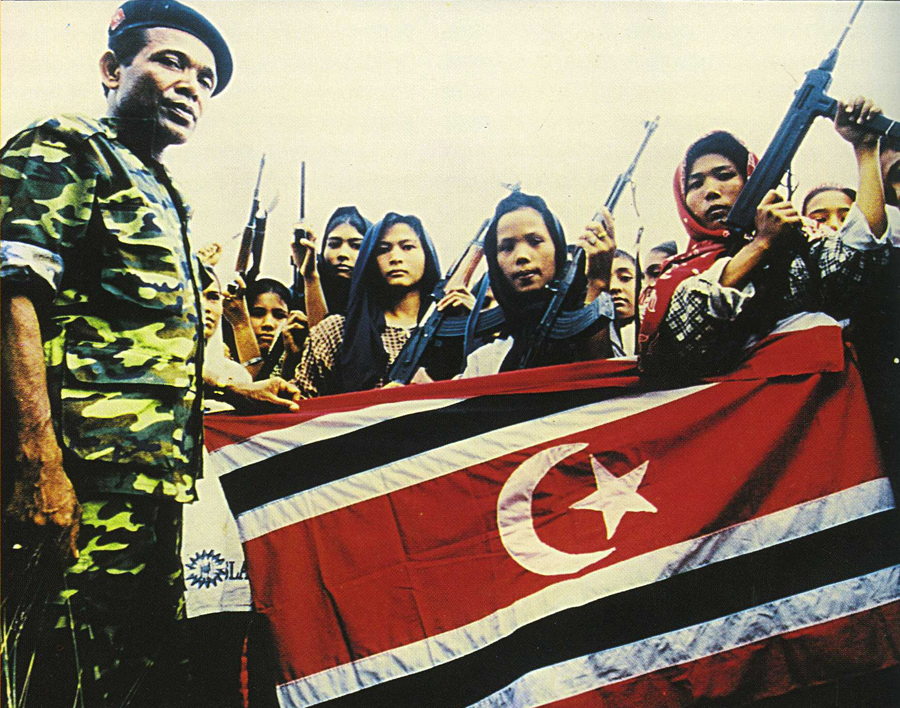
Жінки-солдати Руху за вільний Ачех з командиром GAM Абдуллою Сяфеї, 1999 рік

Падіння Сухарто в 1998 році та рішення його наступника президента Юсуфа Хабібі вивести війська з Ачеха в рамках демократичних реформ дали простір GAM для відновлення, вербування молоді, використовуючи історії про жорстокість індонезійських військових. Посилення насильства, яке розпочалося в 1999 році з боку повстанців GAM проти урядовців і жителів Явани, підтримане масовою контрабандою зброї з Таїланду GAM, призвів до збільшення військової присутності. Вважається, що кількість військ зросла під час правління Мегаваті Сукарнопутрі. У 2001–2002 роках чисельність військових і поліцейських сил в Ачеху зросла приблизно до 30 000 осіб. За один рік це число підскочило до 50 000, які працювали в тому, що International Crisis Group назвала «віртуальним правовим вакуумом». Репресії в цей час призвели до загибелі кількох тисяч цивільних осіб. У 2003 році уряд розпочав великий індонезійський наступ на Ачех проти GAM у 2003–2004 роках із певним успіхом.

## Мирні переговори
Лідери GAM Хасан ді Тіро та його головний заступник Зайні Абдулла та Малік Махмуд жили у вигнанні в Стокгольмі, Швеція, протягом більшої частини 1980-х і 1990-х років. Головним індонезійським представником групи був Абдулла Сяфеї Діматанг. Наприкінці 1990-х років GAM розпочав мирні переговори з Джакартою за посередництва шведського уряду.
У 1999 році було повідомлено, що група розділилася на дві фракції, GAM (представляє початкову групу) та Раду уряду Вільного руху Ачех (MP-GAM). Це було спростовано представниками GAM, але про це широко повідомлялося в індонезійських ЗМІ.
У грудні 2002 року GAM і GoI підписали революційну Угоду про припинення бойових дій (COHA), яка діяла лише кілька місяців, перш ніж почалися порушення. Посередник у цих переговорах – Центр гуманітарного діалогу – не мав належних механізмів моніторингу та примусового застосування санкцій за порушення.
У 2002–2004 роках GAM серйозно постраждала від серії наступів уряду, під час яких організація втратила приблизно 50% своїх членів, включаючи свого командира Абдуллу Сяфеї Діматанга, якого було вбито у військовій засідці в січні 2002 року.
28 грудня 2004 року, після руйнувань, спричинених потужним цунамі, GAM оголосив про припинення вогню, щоб дозволити доставці допомоги в спірну зону. У свою чергу, уряд Індонезії тимчасово зняв обмеження на півночі Суматри, щоб дати можливість забезпечити рятувальні роботи в цьому районі.
Існують інші сепаратистські групи Ачеха, і між ними та GAM виникла певна напруга через тактику та монополію GAM на переговори з урядом.
27 лютого 2005 року Рух за свободу Ачеха та делегація уряду Індонезії розпочали черговий раунд мирних переговорів у Вантаа, Фінляндія, модератором яких був колишній президент Фінляндії Мартті Ахтісаарі. 16 липня 2005 року міністр зв'язку Індонезії та GAM оголосили про укладення мирної угоди, щоб покласти край тридцятирічному повстанню.
Мирна угода була офіційно підписана 15 серпня 2005 року в банкетному залі уряду Фінляндії в Гельсінкі  головним індонезійським переговорником Хамідом Авалуддіном і лідером GAM Маліком Махмудом. Президент Ахтісаарі був свідком мирного договору.
За умовами угоди обидві сторони погодилися негайно припинити всі військові дії. GAM також погодився роззброїтися, а уряд зобов’язався вивести всіх немісцевих військових і поліцію до кінця 2005 року. ЄС і АСЕАН створили Моніторингову місію Ачех для спостереження за процесом роззброєння та реінтеграції в суспільство членів GAM. Президентський указ амністував близько п’ятисот колишніх членів GAM, які перебували в еміграції в інших країнах, і беззастережно звільнив близько 1400 членів, які були ув’язнені урядом.
Уряд погодився сприяти створенню політичних партій в Ачеху, це було одне з найбільш спірних питань на попередніх переговорах. Буде організована «комісія правди та примирення». Що стосується нерівномірного розподілу доходів, було вирішено, що сімдесят відсотків доходів від місцевих природних ресурсів залишатиметься в Ачеху.
27 грудня 2005 року лідери руху Вільний Ачех оголосили про розпуск свого військового крила. Ця дія, яка негайно набула чинності, є наслідком попередніх мирних переговорів і знищення 840 одиниць зброї міжнародними спостерігачами, заявив журналістам командир руху «Вільний Ачех» Софьян Дауд: «Національна армія Ачеха тепер є частиною громадянського суспільства і працюватиме, щоб зробити мирна угода була успішною». На знак того, як просувається мирний процес, засновник сепаратистського повстанського руху Ачеха Хасан ді Тіро повернувся до Індонезії 11 жовтня 2008 року після майже 30 років у вигнанні.

## Вибори 2006 року
Під час виборів 11 грудня 2006 року Вільний рух Ачех тимчасово розділився на дві фракції, кожна з яких підтримувала свого кандидата на пост губернатора. Одна сторона підтримувала брата Зайні Абдулли, а інша — Ірванді Юсуфа, колишнього учасника переговорів GAM. Ірванді Юсуф отримав більше підтримки з низового рівня та виграв вибори. Фракція, яка програла, продовжувала чекати свого часу, маючи на меті повернутися на наступних виборах губернатора Ачеха, які відбудуться в кінці п’ятирічного терміну повноважень Іруанді в 2011 році. Зрештою, губернаторські вибори, які мали відбутися наприкінці 2011 року, були відкладені через процедурні чвари, оскільки різні фракції боролися за перевагу. Вибори відбулися у квітні 2012 року.

## Вибори 2012 року
Вибори 2012 року, що відбулися 9 квітня, були в основному продовженням суперництва між колишніми лідерами GAM після підписання угоди, коли Зайні Абдулла повернувся з вигнання та вступив у боротьбу за посаду губернатора проти Ірванді. Зейні Абдулла за сильної підтримки партії Ачех переміг на виборах зі значною більшістю.

## Подальше читання
- Андерсон, Боббі (2013). Гангстер, ідеолог, мученик: посмертне переосмислення Теунгку Бадруддіна та природа руху за вільний Ачех, у випуску 13.1 конфліктів, безпеки та розвитку, Королівський коледж Лондона.
- 978-9971-988-16-6
- Міллер, Мішель Енн (2009). Повстання та реформи в Індонезії. Політика безпеки та автономії Джакарти в Ачеху . Лондон і Нью-Йорк: Routledge.ISBN 978-0-415-45467-4
- Міссбах, Антьє (2012). Сепаратистський конфлікт в Індонезії: політика аченської діаспори на відстані . Лондон і Нью-Йорк: Routledge.ISBN 978-0-415-66896-5